# Chénérailles
Chénérailles este o comună în departamentul Creuse din centrul Franței. În 2009 avea o populație de 742 de locuitori.

## Evoluția populației
| An        | 1975 | 1982 | 1990 | 1999 | 2006 | 2009 |
| --------- | ---- | ---- | ---- | ---- | ---- | ---- |
| Populație | 674  | 685  | 794  | 759  | 740  | 742  |